# Arsenio Erico
Arsenio Erico (Asunción, 30 marzo 1915 – Buenos Aires, 23 luglio 1977) è stato un calciatore paraguaiano.
Considerato come uno dei più forti giocatori sudamericani della storia del calcio nonché come il miglior giocatore paraguaiano di tutti i tempi, occupa la 49ª posizione nella speciale classifica dei migliori calciatori del XX secolo pubblicata dall'IFFHS e l'8ª posizione della classifica dei migliori calciatori sudamericani del XX secolo pubblicata sempre dalla stessa rivista.
Era l'idolo di Alfredo Di Stéfano, uno dei migliori calciatori di sempre.

## Biografia
Era figlio di immigrati italiani.

## Carriera
Erico inizia a giocare nel Club Nacional, squadra paraguaiana dove rimane dal 1930 al 1933; si trasferisce poi in Argentina all'Independiente, dove in tredici anni, dal 1933 al 1946, realizza 293 gol in 325 presenze. A fine carriera passa all'Huracan e chiude a 34 anni nel Club Nacional, da dove aveva cominciato. Nel Paraguay gioca 56 partite non ufficiali e realizza 26 reti.
Tre volte consecutive capocannoniere del campionato argentino (1937, 1938 e 1939), va in doppia cifra per 11 stagioni, 8 consecutive, segnando più di 350 reti in carriera tra club e nazionale del Paraguay. Nel corso della sua carriera ha avuto diversi soprannomi.

## Statistiche

### Presenze e reti nei club
| Stagione             | Squadra              | Campionato           | Campionato | Campionato | Totale   | Totale |
| Stagione             | Squadra              | Campionato           | Presenze   | Reti       | Presenze | Reti   |
| -------------------- | -------------------- | -------------------- | ---------- | ---------- | -------- | ------ |
| 1930-1931            | Nacional             | DP                   | ?          | ?          | ?        | ?      |
| 1931-1932            | Nacional             | DP                   | ?          | ?          | ?        | ?      |
| 1932-1933            | Nacional             | DP                   | ?          | ?          | ?        | ?      |
| Totale Nacional      | Totale Nacional      | Totale Nacional      | 14         | 17         | 14       | 17     |
| 1934                 | Independiente        | PD                   | 21         | 12         | 21       | 12     |
| 1935                 | Independiente        | PD                   | 18         | 22         | 18       | 22     |
| 1936                 | Independiente        | PD                   | 26         | 21         | 26       | 21     |
| 1937                 | Independiente        | PD                   | 34         | 47         | 34       | 47     |
| 1938                 | Independiente        | PD                   | 30         | 43         | 30       | 43     |
| 1939                 | Independiente        | PD                   | 32         | 40         | 32       | 40     |
| 1940                 | Independiente        | PD                   | 30         | 29         | 30       | 29     |
| 1941                 | Independiente        | PD                   | 27         | 26         | 27       | 26     |
| 1942                 | Independiente        | PD                   | 3          | 0          | 3        | 0      |
| 1943                 | Independiente        | PD                   | 29         | 17         | 29       | 17     |
| 1944                 | Independiente        | PD                   | 26         | 12         | 26       | 12     |
| 1945                 | Independiente        | PD                   | 30         | 20         | 30       | 20     |
| 1946                 | Independiente        | PD                   | 19         | 4          | 19       | 4      |
| Totale Independiente | Totale Independiente | Totale Independiente | 325        | 293        | 325      | 293    |
| 1946-1947            | Huracán              | PD                   | 7          | 0          | 7        | 0      |
| Totale Huracán       | Totale Huracán       | Totale Huracán       | 7          | 0          | 7        | 0      |
| 1947-1948            | Nacional             | DP                   | ?          | ?          | ?        | ?      |
| 1948-1949            | Nacional             | DP                   | ?          | ?          | ?        | ?      |
| Totale Nacional      | Totale Nacional      | Totale Nacional      | 26         | 21         | 26       | 21     |
| Totale carriera      | Totale carriera      | Totale carriera      | 372        | 331        | 372      | 331    |

Non si conoscono i dati delle singole stagioni al Nacional, ma solamente i dati complessivi.

## Palmarès

### Club

#### Competizioni nazionali
- Campionato argentino: 2

Independiente: 1938, 1939

#### Competizioni internazionali
- Copa Ricardo Aldao: 2

Independiente: 1938, 1939

### Individuale
- Capocannoniere della Primera División: 3

1937 (47 gol), 1938 (43 gol), 1939 (40 gol)

### Videografia
- Federico Ferri e Federico Buffa, Storie di Campioni - Buffa Racconta: Alfredo Di Stéfano, Sky Sport, 2015.